# Domnius

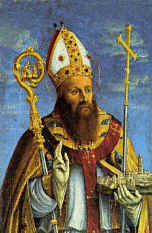
Sint-Domnius met de stad Split in zijn handen

Domnius (ook bekend als Doimus, Domnio en Dujam; Kroatisch: Duje, Sveti Dujam) was in de 3e eeuw bisschop van Salona. Hij stierf tijdens de christenvervolgingen van de Romeinse keizer Diocletianus en is tegenwoordig beschermheilige van Split.
Domnius werd in de 3e eeuw geboren in Antiochië, in het huidige Syrië. Te Salona, het huidige Solin (een voorstad van Split), werd hij bisschop. Tijdens de vervolgingen onder Diocletianus werd hij in 304 met andere christenen onthoofd. Domnius' relikwieën zijn later naar Split gebracht en in de naar hem vernoemde Kathedraal van Sint-Domnius bijgezet.
Volgens de Heiligenkalender is de naamdag van Sint-Domnius op 7 mei.